# Tribunal do Amor
Tribunal do Amor é um álbum de estúdio da dupla Milionário & José Rico, lançado pela Warner Music. Esse disco, foi certificado com disco de platina pelas mais de 250 mil cópias vendidas, segundo a ABPD.

## Faixas
1. Tribunal do Amor
2. Triste Lição
3. Mãe de Leite
4. Canto de Saudade
5. Jornada da Vida
6. Cruel Saudade
7. Corpo e Alma
8. Minha Súplica de Amor
9. Mudança
10. Resto de Gente
11. Ser Humano
12. Decepção